# 13 (블러의 음반)
| 전문가 평가          | 전문가 평가                 |
| 총 점수              | 총 점수                     |
| 출처                 | 점수                        |
| -------------------- | --------------------------- |
| 메타크리틱           | 79/100                      |
| 평가 점수            |                             |
| 출처                 | 점수                        |
| AllMusic             | [ 5 ]                       |
| Entertainment Weekly | B+                          |
| The Guardian         | [ 7 ]                       |
| The List             | [ 8 ]                       |
| NME                  | 6/10                        |
| Pitchfork            | 9.1/10 (1999) 9.5/10 (2012) |
| Q                    | [ 2 ]                       |
| Rolling Stone        | [ 12 ]                      |
| Spin                 | 8/10                        |
| USA Today            | [ 14 ]                      |

《13》은 1999년 3월 15일에 발매된 영국의 얼터너티브 록 밴드 블러의 여섯 번째 스튜디오 음반이다. 밴드의 초기 경력의 브릿팝 사운드에서 벗어나 스타일적인 변화를 계속하면서, 《13》은 실험적이고 사이키델릭하며 일렉트로닉한 음악을 탐구한다.
녹음은 1998년 6월부터 10월까지 런던과 레이캬비크에서 진행되었다. 이 음반은 이 밴드의 오랜 프로듀서인 스티븐 스트리트의 출발을 기념하며, 그의 역할은 윌리엄 오빗에 의해 채워졌다. 밴드 멤버들 사이의 관계는 긴장된 것으로 보도되었고, 멤버들은 종종 세션에서 누락되었다. 서정적으로 이 음반은 블러의 이전 노력보다 상당히 어둡고 혁신적이며 데이먼 알반이 장기 여자친구인 저스틴 프리슈만과 결별한 데 큰 영감을 받아 더욱 긴장된 관계를 이어갔다. 이 음반은 그레이엄 콕슨이 그들의 다음 음반인 《Think Tank》(2003년)의 세션 동안 밴드를 떠나면서 오리지널 라인업이 등장한 10년 만의 마지막 음반이었지만, 콕슨은 《The Magic Whip》 (2015년)으로 돌아왔다.
《13》은 1999년 3월 15일에 발매되었고 영국 음반 차트에서 1위를 차지하여 블러의 4번째 연속 스튜디오 음반이 되었다. 이 음반은 나중에 플래티넘 인증을 받았다. 《13》은 노르웨이에서도 1위에 올랐고 많은 다른 나라에서도 상위 20위 안에 들었다. 이 음반은 영국 싱글 차트에서 각각 2위, 11위, 14위를 차지한 〈Tender〉, 〈Coffee & TV〉, 〈No Distance Left to Run〉 등 3개의 싱글을 제작했다. 《13》은 좋은 평가를 받았고, 2000년 NME 어워드에서 베스트 음반뿐만 아니라 머큐리상 후보에 올랐다.

## 배경
블러의 이전 스튜디오 음반인 《Blur》 (1997년)는 밴드가 주로 기타리스트 그레이엄 콕슨의 제안으로 브릿팝 운동에서 벗어나 좀 더 얼터너티브 록의 영향을 받는 방향을 맡는 것을 보았다. 언론과 업계는 스타일 변화가 대중들에게 잘 받아들여지지 않을 것을 우려했고, 따라서 결과적으로 음반이 상업적으로 성공하지 못할 것이라고 우려했다. 이러한 우려에도 불구하고, 블러는 뜻밖의 성공을 거두었으며, 특히 미국에서 이 음반이 골드 인증을 받았다. 하지만 밴드는 여전히 혁신을 원했고, 그래서 그들은 다른 소리를 받아들이기로 결정했다. 베이시스트 알렉스 제임스는 "나는 당신이 계속 변해야 한다고 생각합니다. 그런 생각이 핵심이었습니다."
밴드의 리더인 데이먼 알반은 영국의 팝 밴드 엘라스티카의 저스틴 프리슈만과 오랫동안 관계를 유지해왔다. 존 해리스에 의해 "인디 록 선거구의 프로토 포시와 벡스"라고 묘사된 그들의 관계는 매우 대중화되었다. 하지만, 그들의 관계는 시간이 지남에 따라 긴장되었고, 그 이유는 아이를 갖기를 원하는 알반의 욕망과 알반과 음악적 경쟁 관계를 맺었던 스웨이드 출신의 전 남자친구 브렛 앤더슨과의 지속적인 우정 등이었다. 콕슨은 "데이먼과 저스틴의 일이 잘못되고 있다는 단서는 별로 없었지만 짐작하기 쉬웠을 것"이라고 지적하는 등 알반의 가사와 태도는 이를 다른 밴드 멤버들의 눈에 반영했다. 1997년 말 발리에서 두 사람의 관계를 다시 일으키기 위한 시도로 마지막 휴가를 보낸 후, 이 커플은 마침내 헤어졌다. 알반은 나중에 "이 관계는 완전히 무너졌습니다. 제 말은, 정말이지 정말 슬픈 결말이었어요."
결별 후, 알반은 콕슨을 통해 만난 아티스트 제이미 휼렛과 아파트를 공유하기 시작했다. 이 무렵, 알반은 그의 음악적 생산량을 넓히기 시작했다. 그가 《13》 작업을 하는 동안, 그와 휼렛이 비밀 프로젝트를 하고 있다는 다양한 보도가 있었는데, 알고 보니 가상 밴드인 고릴라즈였다. 알반은 또한 《블러드 솔저》, 《디센트 크리미날》, 《101 레이캬비크》를 포함한 영화 사운드트랙에 대한 작업을 시작했다.

## 커버 아트
이 커버는 그레이엄 콕슨이 그린 유화의 일부인 《Apprentice》이다. 이 음반의 싱글곡들은 또한 콕슨의 커버 아트를 가지고 있다. 숫자 1과 3은 블러를 위해 뒷면 커버에 표시된 문자 "B"를 구성하도록 도색되었다. 이는 원작인 《Apprentice》에도 등장하지 않았고, 13일에 등장하는 인물 머리 위의 "광택"에도 나타나지 않았다. 이러한 추가는 1996년에 그려진 원본 《Apprentice》 이후 오래 전에 이루어졌다. 밴드의 로고는 CD 포장에 붙어 있는 스티커 외에 어떤 형태로도 음반에 나타나지 않는다. 로고 또한 싱글 커버에는 없다.

## 곡 목록
모든 곡들은 데이먼 알반, 그레이엄 콕슨, 알렉스 제임스, 데이브 론트리에 의해 작사/작곡하였다.
| #   | 제목                    | 재생 시간 |
| --- | ----------------------- | --------- |
| 1.  | Tender                  | 7:40      |
| 2.  | Bugman                  | 4:47      |
| 3.  | Coffee & TV             | 5:58      |
| 4.  | Swamp Song              | 4:36      |
| 5.  | 1992                    | 5:29      |
| 6.  | B.L.U.R.E.M.I.          | 2:52      |
| 7.  | Battle                  | 7:43      |
| 8.  | Mellow Song             | 3:56      |
| 9.  | Trailerpark             | 4:26      |
| 10. | Caramel                 | 7:38      |
| 11. | Trimm Trabb             | 5:37      |
| 12. | No Distance Left to Run | 3:27      |
| 13. | Optigan 1 (기악)        | 2:34      |

## 인증
| 국가                       | 인증     | 판매량/출하량 |
| -------------------------- | -------- | ------------- |
| 캐나다 (뮤직 캐나다)       | 골드     | 50,000^       |
| 일본 (RIAJ)                | 플래티넘 | 0^            |
| 뉴질랜드 (RMNZ)            | 플래티넘 | 15,000^       |
| 영국 (BPI)                 | 플래티넘 | 300,000^      |
| 미국 (닐슨 사운드스캔)     | —        | 136,000       |
| ^출하량을 기반으로 한 인증 |          |               |